# 平和橋 (荒川)
平和橋（へいわばし）は、埼玉県秩父市荒川白久と同荒川贄川の間で荒川に架かる秩父市道荒川幹線5号の橋である。
また、白久平和橋（しろくへいわばし）とも呼ばれる。

## 概要
荒川河口から136.0キロメートルの位置に架かる周辺住民の生活道路となっている橋で、高低差の大きい河岸段丘域に形成された深い谷を渡る。
現在の橋は1972年に架設された三代目の橋で、橋長81.7メートル、総幅員5.8メートル、有効幅員5.0メートル、主径間81.0メートルのアーチ橋の一種である単径間の下路式ランガー桁橋である。橋の管理者は秩父市である。歩道やグリーンベルト（緑色に着色した路側帯）は設置されていない。アーチリブは曲線ではなく折れ線状の形状で、欄干の外側に下路式プレートガーダーの様な補剛桁を有していて、荷重はその補剛桁と受け持つ構造なため、アーチリブの各部材は細めとなっている。橋桁には水道管が併設されている。側径間は有していない。橋の北詰（左岸側）はすぐ国道140号の平和橋入口交差点に至る。
橋は路線バスやコミュニティバスの公共交通機関の走行経路には指定されていない。また、国道140号を西武観光バスの三峰神社線などが通るが、いずれも西武秩父駅から三峰口駅間をノンストップで運行しているため、付近にバス停留所は存在しない。また、橋は彩の国クールスポット100選のひとつに選ばれている。

## 歴史

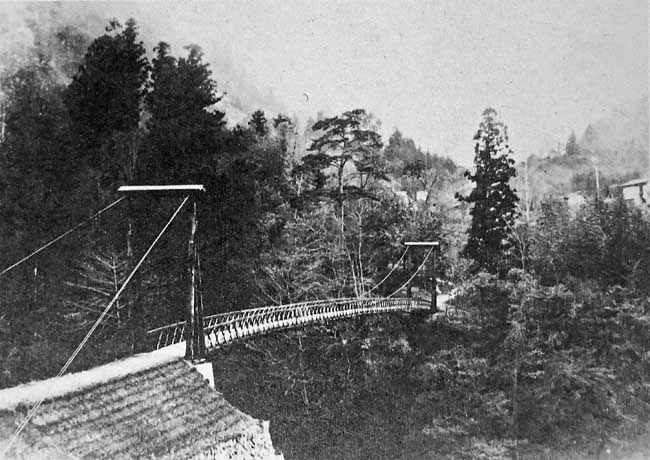
初代平和橋（1928年）

### 1928年の橋
当橋が架けられる以前は周囲に渡船場などはなく、対岸へ渡るには上流側にある「栃の木坂の渡し」と呼ばれる（「八幡坂の渡し」や「川端の渡し」とも呼ばれる）渡船場か、下流側に架かる荒川橋へ迂回する必要があった（「栃の木坂の渡し」の詳細については荒川橋#歴史の項を参照）。
当橋は白久地区（白川村）への秩父鉄道秩父本線の誘致活動の一環として鉄道の開通に先駆けた1928年（昭和3年）に木製の吊り橋として架けられたものである。そして1928年4月25日に橋の架設位置に停車場の設置を秩父鉄道へ請願（請願駅）した。橋名は橋が架けられている贄川地区と白久地区の親睦と融和より「平和橋」と命名された。
初代の橋の主塔は木製で両端の補剛桁は木材をトラス状に「X」の字に組み、欄干も兼ねた構造である。徒歩専用の橋で幅員は1.8メートルである。単径間の橋で側径間は有していない。桁の両側に耐風索および耐風支索と呼ばれる、桁が左右に揺れるのを抑制するための鉄索（ケーブル）が設置されていないため揺れ易い橋で、谷底からの高さが高いこともあって、渡ると波打つように揺れて大変怖いと言われている。竣工当時は白川村の橋であったが、1943年（昭和18年）2月11日の中川村との合併により荒川村の橋となった。この橋は1954年（昭和29年）に二代目の橋としてほぼ同じ構造の吊り橋に架け替えられた際に廃止された。

### 1954年の橋
二代目の橋は床版は木製であるが、主塔はコンクリート製で橋門は鋼製になり、桁（欄干）は鋼補剛構造に改められた。初代の橋より幅員は広くなりバイクも通れる様になった。また桁の両側に耐風索および耐風支索と呼ばれる、桁の横変位と捩れを抑制するための鉄索が追加され、初代の橋より揺れにくくなっている。1968年（昭和43年）に橋の修繕が行なわれた。この橋は村民の生活に大きく寄与してきたが、老朽化の他、モータリゼーションの進展に伴い、徒歩の通行が減少するなど交通事情にそぐわなくなり、新橋の開通後も橋を残してほしいとの声もあったが、三代目の橋である近代橋の開通した後に廃止され撤去された。現在遺構としてコンクリート製の主塔が両岸に残されている。

### 1973年の橋
今までの橋は自動車などの通行ができないため、地元住民より橋の架け替えへの強い要望があり、その声に村長が答える形で
1970年（昭和45年）より橋の架け替えを計画し、地主や関係者との合意を得ると共に国、県の当局と交渉を行い費用の補助を仰いだ。当局は住民の熱意に心を打たれる形でそれを認め、総事業費6637万6000円を投じて1971年（昭和46年）度に着工されることとなった。国県補助は総事業費の三分の二の3860万円で残りは村の起債および一般財源により賄った。
橋の設計は荒川村土木課が行ない、橋の施工は上部工は日本車輌製造株式会社、橋台や床版および取り付け道路は株式会社斎藤組が担当した。
橋名は旧橋のものを引き継いだ。橋の塗色は朱色である。上部工は1972年（昭和47年）1月に着手している。
工期は予想よりも長くなったが、今までの橋のすぐ上流側の位置に車両の荷重に耐えられる現在の鋼橋の近代橋に架け替えられ、1973年（昭和48年）4月20日に竣工した。これが現在の平和橋である。橋の架設に並行して長さ333.5メートル（右岸側170メートル、左岸側163メートル）、幅員5メートルの取り付け道路も合わせて整備された。
開通式は同年5月10日に挙行され、村長によるテープカットが執り行われ、三代夫婦による渡り初めが行われた。
竣工当時は荒川村の橋であったが、2005年（平成17年）4月1日の合併（平成の大合併）により秩父市管理の橋となった。
橋のアーチリブなどに塗装の経年劣化が目立つことから、塗装の塗替えが望まれている。

## 周辺

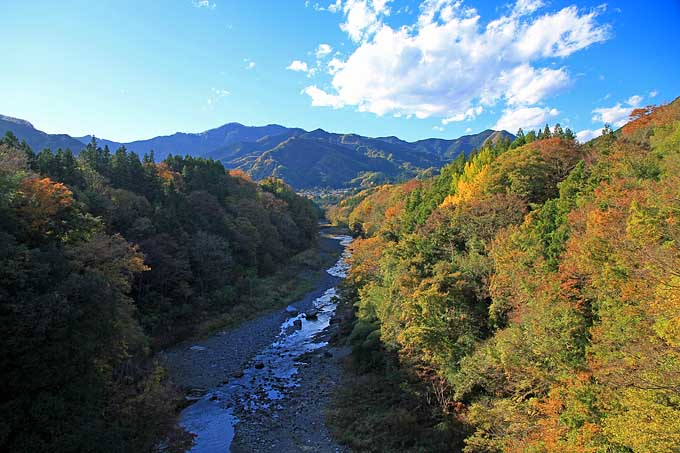
平和橋より上流方向を望む。

橋付近の荒川は人を寄せつけない切り立った谷間を有した河岸段丘域を流下する。集落等の生活圏は両岸の段丘面上に点在する。橋の南詰（右岸側）には白久駅があり、県立武甲自然公園の区域が近い。
- 白久駅
- 豆早原（ずさばら）区公会堂 - 白久の串人形芝居（国選択無形民俗文化財）が上演される[20]
- 埼玉県自治セミナーハウス
- 白久温泉、白久鉱泉
- 法雲寺 - 秩父札所30番
- 円通寺のシダレザクラ
- 笠間稲荷神社
- NTT荒川電話交換センター
- 谷津川 - 荒川の支流

## その他
- 平和橋は埼玉県のぐるっと埼玉サイクルネットワーク構想に基づき策定された「自転車みどころスポットを巡るルート」の「秩父札所34カ所を回るルート」や「ちちぶ歴史街道ミューズパーク正丸峠ルート」の経路に指定されている[21]。

## 風景

1961年頃の二代目平和橋。欄干や橋門が1928年の初代の橋とは異なる。
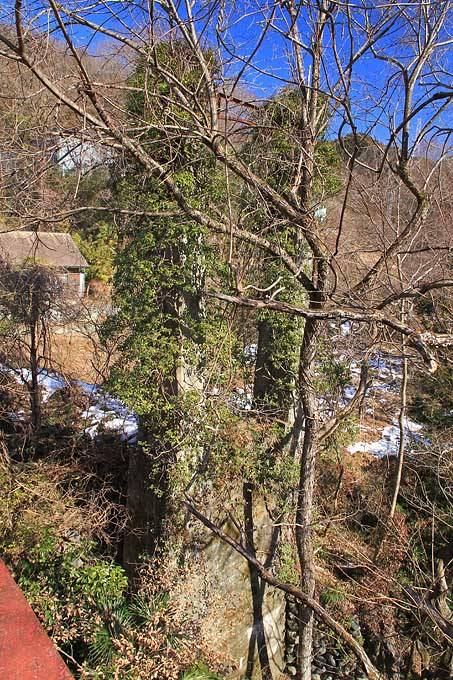
左岸側に残された二代目平和橋の主塔および橋台の遺構。
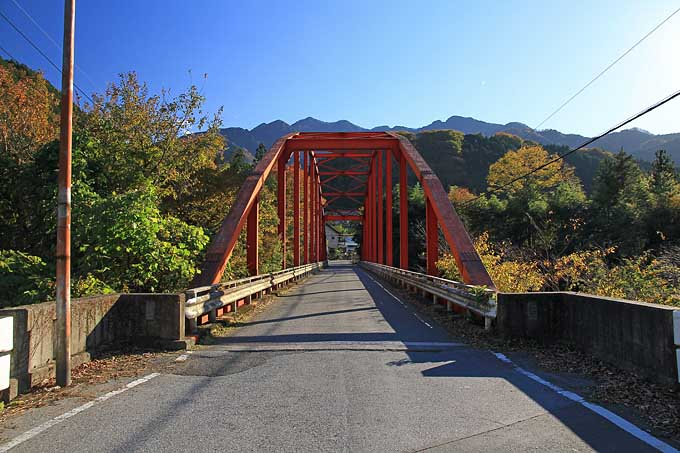
左岸側橋詰より現在の橋を望む。
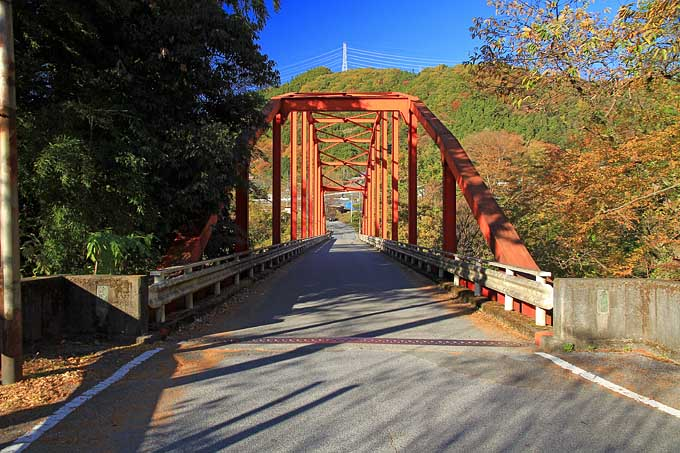
右岸側橋詰より現在の橋を望む。
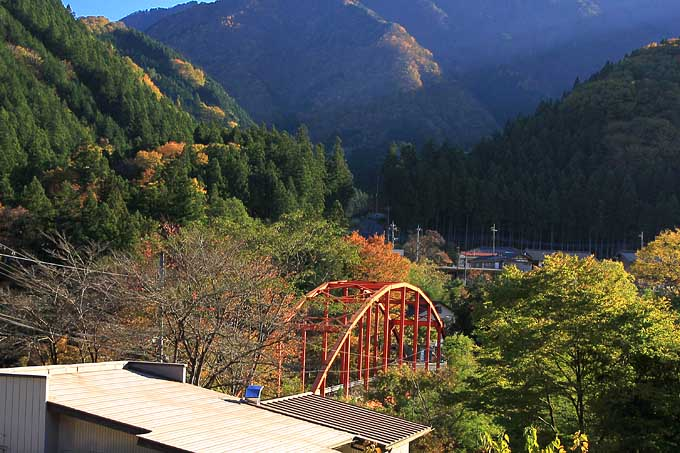
左岸上流側より現在の橋を望む。

## 隣の橋
- 荒川

（上流） - 万年橋 - 白川橋 - 平和橋 - 荒川橋 - 日野鷺橋 - （下流）